# Terra di Erik il Rosso

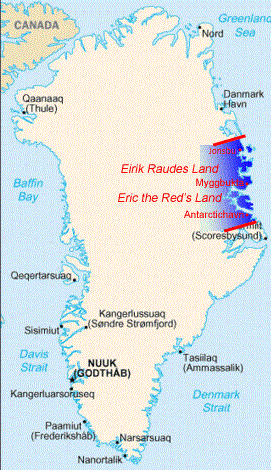
La Terra di Erik il Rosso

La Terra di Erik il Rosso (norvegese Eirik Raudes Land) fu il nome dato dai Norvegesi ad un'area sulla costa della Groenlandia orientale occupata dalla Norvegia nei primi anni trenta. Fu chiamata così in onore di Erik il Rosso, un conquistatore vichingo che fondò il primo insediamento norvegese in Groenlandia alla fine del X secolo. La Corte permanente di giustizia internazionale nel 1933 decise che la Terra di Erik il Rosso non apparteneva alla Norvegia e ritornò così alla Danimarca.

## Storia
La prima scoperta della Groenlandia da parte degli europei avvenne circa nel 900 d.C., e l'isola fu colonizzata circa un secolo dopo da coloni norvegesi; questa fu in effetti la prima colonizzazione europea dell'America. Il primo e il più famoso di questi esploratori fu Erik il Rosso, abitante dell'Islanda di origini norvegesi. I due insediamenti norvegesi furono l'Insediamento Orientale a sud e l'Insediamento Occidentale a nord, entrambi sulla costa sud-occidentale della Groenlandia.
Dopo essere stati un popolo autonomo per più di due secoli, i Vichinghi Groenlandesi accettarono il dominio di Haakon IV di Norvegia nel 1261. La Groenlandia seguì la Norvegia (insieme con Islanda, Isole Fær Øer, Isole Shetland e Isole Orcadi) nella fusione con la Danimarca nel 1380 e con la Svezia nel 1397 (Unione di Kalmar), che divenne più tardi la Danimarca-Norvegia nel 1536. Dopo un periodo iniziale di prosperità, gli insediamenti norvegesi decaddero nel XIV secolo. L'Insediamento Occidentale fu abbandonato intorno al 1350; dopo il 1408, data in cui fu celebrato un matrimonio a Hvalsey, nessun documento menziona più i coloni. È probabile che l'Insediamento Orientale fu abbandonato nel XV secolo anche se non ci sono date certe. Gli Inuit autoctoni, più adattati al clima freddo della loro terra, sopravvissero.
Per più di tre secoli non ci furono contatti tra la Norvegia e la Groenlandia, ma i re della Danimarca-Norvegia continuarono a proclamare il loro dominio sull'isola. Nel 1721 una spedizione missionaria guidata da Hans Egede fu spedita in Groenlandia, come inizio di una ricolonizzazione da parte della Danimarca-Norvegia. Quando, dopo le Guerre napoleoniche, il Regno di Norvegia fu proclamato indipendente dal Regno di Svezia con la Pace di Kiel, non ottenne le colonie d'oltremare di Groenlandia, Isole Fær Øer e Islanda, che invece andarono alla Danimarca.

## L'annessione norvegese

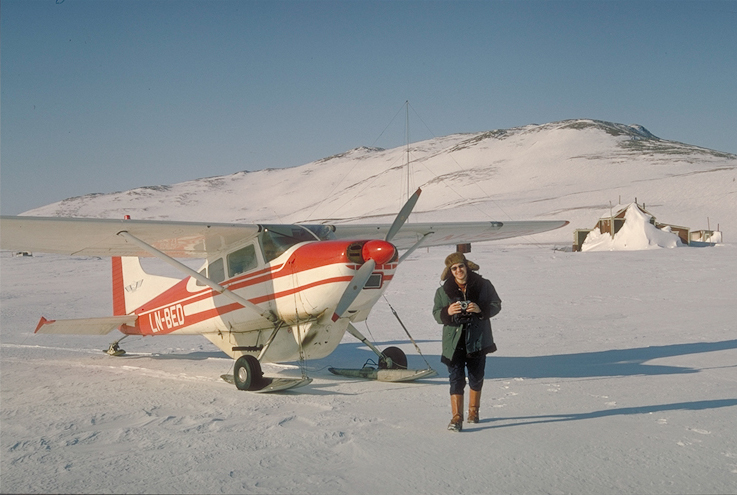
Una delle prime stazioni telegrafiche della Terra di Erik il Rosso a Myggebukten

In accordo con il proclamo ufficiale norvegese del 10 luglio 1931, la Norvegia prese "ufficialmente" possesso di una terra della Groenlandia Orientale situata tra il Fiordo di Carlsberg a sud e il Fiordo di Bessel a nord, e che si estende quindi tra 71°30' e 75°40'N. È implicito che i limiti est-ovest siano la costa del Mare di Groenlandia e la calotta di ghiaccio (inlandsis), che ricopre quasi interamente la Groenlandia; questo fa sì che la Terra di Erik il Rosso sia semplicemente una striscia di costa piuttosto sottile.
La Norvegia occupò parti della Groenlandia Orientale allora (e anche adesso) disabitata negli anni venti, per il motivo che esse erano terra di nessuno; queste terre interessavano alla Norvegia perché erano usate dai suoi cacciatori e pescatori, soprattutto di balene. La Terra di Erik il Rosso fu annessa alla Norvegia nel 1932. Norvegia e Danimarca accettarono di sottoporre la questione alla Corte permanente di giustizia internazionale nel 1933, che proclamò a L'Aia che il territorio apparteneva alla Danimarca. Entrambi gli Stati accettarono questa decisione e la Norvegia rinunciò ad ogni pretesa su quelle terre.

## Governatori della Terra di Erik il Rosso
- Helge Ingstad (1932-1933)